# Guatteria goudotiana
Guatteria goudotiana este o specie de plante angiosperme din genul Guatteria, familia Annonaceae, descrisă de José Jéronimo Triana și Jules Émile Planchon. Conform Catalogue of Life specia Guatteria goudotiana nu are subspecii cunoscute.